# گمینا اوستژشوو
گمینا اوستژشوو (به لهستانی:  Gmina Ostrzeszów) یک گمینا در لهستان است که در شهرستان اوستژشوف واقع شده‌است. گمینا اوستژشوو ۱۸۷٫۴۹ کیلومتر مربع مساحت و ۲۳٬۳۴۶ نفر جمعیت دارد.